# Liste der Kulturgüter in Wildhaus-Alt St. Johann
Die Liste der Kulturgüter in Wildhaus-Alt St. Johann enthält alle Objekte in der Gemeinde Wildhaus-Alt St. Johann im Kanton St. Gallen, die gemäss der Haager Konvention zum Schutz von Kulturgut bei bewaffneten Konflikten, dem Bundesgesetz vom 20. Juni 2014 über den Schutz der Kulturgüter bei bewaffneten Konflikten sowie der Verordnung vom 29. Oktober 2014 über den Schutz der Kulturgüter bei bewaffneten Konflikten unter Schutz stehen.
Objekte der Kategorien A und B sind vollständig in der Liste enthalten, Objekte der Kategorie C fehlen zurzeit (Stand: 1. Januar 2023).

## Kulturgüter
| Foto |                                                                                       | Objekt                                                     | Kat. | Typ | Standort                                                | Beschreibung |
| ---- | ------------------------------------------------------------------------------------- | ---------------------------------------------------------- | ---- | --- | ------------------------------------------------------- | ------------ |
| ja   | Datei hochladen · Wikidata zu Wildenmannlisloch (paläolithische Wohnhöhle) (Q2570600) | Wildenmannlisloch, paläolithische Wohnhöhle KGS-Nr.: 08071 | A    | G   | Alt St. Johann 737730 / 225690                          |              |
| ja   | Datei hochladen · Wikidata zu Zwinglis Geburtshaus (Q244845)                          | Geburtshaus von Ulrich Zwingli KGS-Nr.: 08422              | A    | G   | Wildhaus, Munzenrietstrasse N.N. 744059 / 229520        |              |
| ja   | Datei hochladen · Wikidata zu Propstei, ehemaliges Benediktinerkloster (Q1725968)     | Propstei, ehemaliges Benediktinerkloster KGS-Nr.: 08072    | B    | G   | Alt St. Johann, Dorf 403 / Kirchplatz 1 739930 / 228724 |              |
| ja   | Datei hochladen · Wikidata zu Wildenburg (Q2570563)                                   | Burgruine Wildenburg KGS-Nr.: 08423                        | B    | F   | Wildhaus 745570 / 230020                                |              |
| ja   | Datei hochladen · Wikidata zu St. Bartholomäus (Q29787009)                            | Katholische Kirche St. Bartholomäus KGS-Nr.: 08424         | B    | G   | Wildhaus, Kirchgasse 240.1 744920 / 229920              |              |